# Moleculair klonen

Overzicht van de verschillende stappen in de techniek, met bacteriën en plasmiden

Moleculair klonen is een reeks experimentele methoden in de moleculaire biologie, waarin men recombinant-DNA-moleculen maakt en vermenigvuldigt met behulp van gastheer-organismen, veelal bacteriën. Met moleculair klonen kan men een gewenst stukje DNA – bijvoorbeeld een menselijk gen – laten repliceren (vermeerderen) in gastheercellen totdat er genoeg van is voor verder onderzoek. Het woord klonen slaat op het feit dat men een verzameling identieke kopieën krijgt van het ingebrachte stukje DNA. Moleculair klonen is een fundamentele techniek in de moderne biologie en medische wetenschappen.
In de meeste kloneringsexperimenten begint men met het isoleren van DNA uit een organisme. Dit DNA wordt met behulp van restrictie-enzymen in kleinere stukken gefragmenteerd. De fragmenten worden vervolgens in de reageerbuis ingevoegd in een vector (drager-DNA), zoals een bacterieel plasmide. Het resulterende product, recombinant DNA, wordt vervolgens geïntroduceerd in een gastheerorganisme, meestal een gemakkelijk te kweken laboratoriumstam van de E. coli-bacterie. De bacterie zal zich, op een geschikte voedingsbodem, gaan delen en daarbij de vector met het ingevoegde DNA vermenigvuldigen. 
Vrijwel iedere DNA-sequentie kan worden gekloneerd, maar er zijn enkele factoren die de efficiëntie van het proces kunnen beperken. Voorbeelden van DNA-sequenties die moeilijk te kloneren zijn, zijn inverted repeats of repetitief DNA, zoals centromeren en telomeren. Ook hele lange sequentie (sommige eiwitcoderende genen bijvoorbeeld) zijn vaak moeilijk te kloneren. Er zijn echter speciale enzymen ontwikkeld om onderzoekers toch bepaalde mogelijkheden te geven.

## De technologie

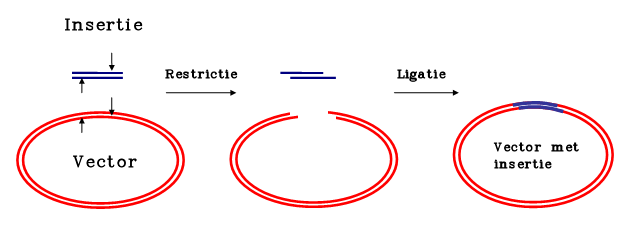
Schematische voorstelling van een klonering met openknippen door restrictie-enzymen en weer plakken met ligasen

Met genetische technologie kan een gen geïdentificeerd, geïsoleerd en gekloneerd worden. Gebruik makend van deze mogelijkheden worden met recombinant-DNA-technologie fragmenten DNA vermeerderd en opnieuw gecombineerd. Hierbij wordt een plasmide open geknipt met een restrictie-enzym en de insertie geplakt met ligasen.

## De isolatie van het gen
Het te isoleren gen kan komen van een prokaryoot, eukaryoot, een uitgestorven organisme of kunstmatig in het laboratorium worden gemaakt.
Wanneer men een specifiek gen, de insertie, wil isoleren wordt eerst DNA uit de cellen van het organisme gehaald en het DNA gezuiverd. Met de polymerase-kettingreactie (PCR) wordt het gen vermeerderd. Omdat de PCR-techniek duurder is dan het gebruik van een vector wordt deze techniek meestal alleen voor een beperkte vermeerdering gebruikt. Het gen waarin men geïnteresseerd is kan geïdentificeerd worden op basis van de kennis die men vooraf van het gen heeft. Deze kennis kan men vaak halen uit cDNA- of gDNA-"bibliotheken".

## Vectoren
Een vector dient als vermeerderaar van het DNA. Dit kan een stukje circulair bacterieel DNA oftewel plasmide zijn, maar ook een virus, een liposoom of een goudkogeltje waarop het DNA geplakt zit. Als vector wordt vaak de plasmide van de bacterie Escherichia coli gebruikt. Zo'n plasmide bevat een multiple cloning site (MCS), een plek die veel specifieke DNA-sequenties bevat waar restrictie-enzymen het DNA kunnen knippen. Op zo'n plek kan het vreemde DNA geplaatst worden, mits het met dezelfde restrictie-enzymen geknipt is. Ook is er in de plasmide een antibiotisch gen geplaatst, waardoor bacteriën met deze getransformeerde plasmide opgespoord kunnen worden op een medium met een antibioticum. Ook kunnen gisten als vector worden gebruikt.

## Opzuivering
Eerst wordt het DNA afgezonderd van de cellulaire componenten zoals eiwitten, RNA en lipiden. Dit komt tot stand door het plaatsen van de gekozen cellen in een proefbuis met een oplossing die op mechanische en chemische wijze de cellen openbreekt. Deze oplossing bevat enzymen, chemicaliën en zouten die de cellen afbreken met uitzondering van het DNA. Het bevat enzymen die eiwitten oplossen, chemicaliën die alle RNA vernietigen, en zouten die het DNA uit de oplossing helpen.
Het DNA kan vervolgens verder opgeschoond worden met een chemische isolatiemethode, of door gebruik te maken van DNA-isolatie kolommen met filters.
Het gevolg is een geconcentreerd en zuiver DNA monster dat duizenden kopieën van elk gen bevat.

## Toepassing
Moleculaire klonering kan onder andere worden gebruikt voor:
- het maken van cDNA- of gDNA-"bibliotheken";
- het ontrafelen van een biosynthese-route;
- het opzetten van een mutantbibliotheek;
- het plaatsen van reportergenen in plasmiden.